# RIAJ Digital Track Chart
El RIAJ Digital Track chart (RIAJ有料音楽配信チャート RIAJ Yūryō Ongaku Haishin Chāto?) es la lista de los sencillos digitales más vendidos proporcionada por la Recording Industry Association of Japan desde abril de 2009. La lista de la semana corre del miércoles al martes y es actualizada todos los viernes a las 11 a. m. (JST). La primera canción número uno en la lista fue "It's All Love!" por Kumi Kōda y Misono.

## Canciones con más número uno
4 semanas
- Greeeen - "Haruka"

3 semanas
- Hilcrhyme - "Daijōbu"
- Hilcrhyme - "Shunkashūtō"
- Juju with Jay'ed - "Ashita ga Kuru Nara"
- Infinity 16 welcomez Waka-danna from Shōnan no Kaze & Jay'ed - "Tsutaetai Koto ga Konna Aru noni"
- Kana Nishino - "Best Friend"
- Kana Nishino - "Kimi tte"

2 semanas
- Exile - "Yasashii Hikari"
- Masaharu Fukuyama - "Hatsukoi"
- Ayumi Hamasaki - "Sunrise (Love Is All)"
- Hilcrhyme - "Loose Leaf"
- Kaela Kimura - "Butterfly"
- Mika Nakashima - "Always"
- Kana Nishino - "Aitakute Aitakute"
- Kana Nishino - "Motto..."
- Fuyumi Sakamoto - "Mata Kimi ni Koi Shiteru"
- AKB48 - "Heavy Rotation"